# Saison 5 de The Big Bang Theory
Chronologie
Saison 4 Saison 6
Cet article présente les vingt-quatre épisodes de la cinquième saison de la série télévisée américaine The Big Bang Theory.

## Généralités
Les épisodes sont diffusés simultanément aux États-Unis et au Canada.

### Synopsis
Leonard Hofstadter et Sheldon Cooper vivent en colocation à Pasadena, une ville de l'agglomération de Los Angeles. Ce sont tous deux des physiciens surdoués, « geeks » de surcroît. C'est d'ailleurs autour de cela qu'est axée la majeure partie comique de la série. Ils partagent quasiment tout leur temps libre avec leurs deux amis Howard Wolowitz et Rajesh Koothrappali pour, par exemple, jouer à Halo, organiser un marathon de films Superman, jouer au Boggle klingon ou discuter de théories scientifiques très complexes. Leur univers routinier est alors perturbé lorsqu'une jolie jeune femme, Penny, s'installe dans l'appartement d’en face. Leonard qui a immédiatement des vues sur elle va tout faire pour la séduire. Elle va alors s'intégrer au groupe et découvrir leur univers auquel elle ne connaît rien…

## Distribution

### Acteurs principaux
- Johnny Galecki (VF : Fabrice Josso) : Leonard Hofstadter
- Jim Parsons (VF : Fabrice Fara) : Sheldon Cooper
- Kaley Cuoco (VF : Laura Préjean) : Penny
- Simon Helberg (VF : Yoann Sover) : Howard Wolowitz
- Kunal Nayyar (VF : Jérôme Berthoud) : Rajesh « Raj » Koothrappali
- Melissa Rauch (VF : Sophie Froissard) : Bernadette Maryann Rostenkowski
- Mayim Bialik (VF : Vanina Pradier) : Amy Farrah Fowler

### Acteurs récurrents
- Kevin Sussman (VF : Gérard Malabat) : Stuart Bloom
- Aarti Mann (VF : Fily Keita) : Priya Koothrappali
- Carol Ann Susi (VF : Marie-Brigitte Andreï) : Debbie, la mère d'Howard
- Wil Wheaton (VF : Tanguy Goasdoué) : lui-même

### Invités
- Christine Baranski (VF : Josiane Pinson) : Beverly Hofstadter, la mère de Leonard[2] (épisodes 1 et 13)
- Katie Leclerc : Emily[3] (épisode 4)
- Brent Spiner : lui-même (épisode 5)
- Courtney Ford (VF : Julia Boutteville) : Alice[4] (épisode 7)
- Lance Barber : Jimmy[5] (épisode 11)
- Michael J. Massimino (astronaute américain) : lui-même (épisodes 15 et 24)
- Leonard Nimoy (VF : Marc Cassot) : Spock, caméo vocal[6] (épisode 20)
- Stephen Hawking : lui-même[7] (épisodes 21)
- Casey Sander (VF : Hervé Jolly) : M. Rostenkowski, le père de Bernadette (épisodes 23 et 24)

## Résumé de la saison
Léonard et Priya vont avoir quelques difficultés à maintenir leur relation à distance, tandis que Sheldon et Amy se rapprocheront grâce aux efforts de cette dernière pour attirer l'attention de Sheldon. Howard et Bernadette préparent leur mariage et devront composer avec Mme Wolowitz, l'obtention du doctorat de Bernadette et la mission confiée par la NASA à Howard qui devrait le conduire dans l'espace. Penny, Bernadette et Amy formeront un vrai trio féminin cette saison. Raj aura encore du mal à se caser malgré les rendez-vous arrangés par ses amis ou sa famille.

## Liste des épisodes

### Épisode 1:La Pub de Penny
- États-Unis /  Canada : 22 septembre 2011 sur CBS[8] / CTV
- France : 31 mars 2012 sur TPS Star[9]
- Québec : 28 août 2014 sur VRAK.TV[10]

- États-Unis : 14,3 millions de téléspectateurs[11] (première diffusion)
- Canada : 3,718 millions de téléspectateurs[12] (première diffusion)

- Christine Baranski (Beverly)
- Stacey Travis (Sandy)

- En cherchant à découvrir ce qui s'est passé entre Penny et Raj, Sheldon imagine que Penny aidait Raj à retirer des oxyures de son rectum durant son sommeil.
- Sheldon installe un casque de réflexion imaginaire sur sa tête pour l'aider dans ses recherches.
- Amy fait référence à Catherine II de Russie en soulignant son appétit sexuel.
- Raj souhaite utiliser la chanson Candle in the Wind d'Elton John pour décrire sa relation avec Penny.
- Lors de son sacrifice au paintball, Sheldon crie : « La géologie n'est pas une vraie science », de plus il prend une pose tel que dans l'affiche de Platoon.

### Épisode 2:Microbes, Acariens, Tiques et Compagnie!
- États-Unis /  Canada : 22 septembre 2011 sur CBS[8] / CTV
- France : 31 mars 2012 sur TPS Star[9]
- Québec : 28 août 2014 sur VRAK.TV

- États-Unis : 14,94 millions de téléspectateurs[11] (première diffusion)
- Canada : 4,053 millions de téléspectateurs[12] (première diffusion)

- Brian George (Dr Koothrappali)
- Alice Amter (Mme Koothrappali)

- Amy joue de la harpe en interprétant Garota de Ipanema (plus connue sous son titre anglais « The Girl from Ipanema »), un classique de bossa nova.

### Épisode 3:L'Extrapolation de l'aine froissée
- États-Unis /  Canada : 29 septembre 2011 sur CBS / CTV
- France : 31 mars 2012 sur TPS Star[9]
- Québec : 4 septembre 2014 sur VRAK.TV

- États-Unis : 14,74 millions de téléspectateurs[13] (première diffusion)
- Canada : 3,693 millions de téléspectateurs[14] (première diffusion)

- Amy utilise son doigt pour faire une moustache comme pour les T-shirt Eleven.

- Lorsque Sheldon interprète de travers les propos de Leonard sur sa soirée avec Amy, il le frappe au cou avec la tranche de la main, d'un geste théâtral typique des chorégraphies de bagarre exécutées dans la série originale Star Trek.

### Épisode 4:Dialogue de sourds
- États-Unis /  Canada : 6 octobre 2011 sur CBS / CTV
- France : 31 mars 2012 sur TPS Star[9]
- Québec : 4 septembre 2014 sur VRAK.TV

- États-Unis : 13,92 millions de téléspectateurs[15] (première diffusion)
- Canada : 3,283 millions de téléspectateurs[16] (première diffusion)

- Brian George (Dr Koothrappali)
- Alice Amter (Mme Koothrappali)
- Katie Leclerc (Emily)

Rajesh se désespère de voir tous ses amis en couple mais pas lui ; Penny pense donc à lui présenter une de ses connaissances, une jeune femme sourde. Mais il semble que celle-ci veuille profiter de l'argent de la famille Koothrapali.
- Au début de l'épisode, les quatre jouent à Donjons et Dragons.
- Raj dit qu'il a la même voix que James Earl Jones, c'est-à-dire celle de Dark Vador dans la saga Star Wars.

### Épisode 5:La Fusée Russe à réaction
- États-Unis /  Canada : 13 octobre 2011 sur CBS / CTV
- France : 31 mars 2012 sur TPS Star[9]
- Québec : 11 septembre 2014 sur VRAK.TV

- États-Unis : 13,58 millions de téléspectateurs[17] (première diffusion)
- Canada : 3,678 millions de téléspectateurs[18] (première diffusion)

- Wil Wheaton (lui-même)
- Brent Spiner (lui-même)

- Sheldon compare l'amitié pour Leonard à l'expérience de pensée du Chat de Schrödinger.
- Bernadette dit à Howard qu'il a le mal de mer rien qu'en regardant Pirates des Caraïbes.
- Leonard et Sheldon achètent Grand-griffe de Game of Thrones visible sur le mur de leur appartement avec blason Stark dans l'épisode suivant.
- Après plusieurs apparitions de Wil Wheaton comme antagoniste de Sheldon, c'est l'épisode où ce dernier se réconcilie finalement avec lui après avoir réglé leurs différends.
- Wil Wheaton et Brent Spiner ont joué ensemble dans la série Star Trek : La Nouvelle Génération, l'aspirant Wesley Crusher et le lieutenant-commander androïde Data (personnage populaire équivalent de Spock que Sheldon apprécie également, rendant son nouvel antagonisme contre l'acteur ironique).

- Depuis l'âge de neuf ans, Sheldon a établi une liste de soixante-et-un « ennemis mortels » qu'il a stockée sur une disquette de 5¼ pouces.

### Épisode 6:Une mère envahissante
- États-Unis /  Canada : 20 octobre 2011 sur CBS / CTV
- France : 31 mars 2012 sur TPS Star[9]
- Québec : 11 septembre 2014 sur VRAK.TV

- États-Unis : 14,93 millions de téléspectateurs[19] (première diffusion)
- Canada : 3,55 millions de téléspectateurs[20] (première diffusion)

- Laurie Metcalf (Mary)

- Sheldon porte un t-shirt portant le numéro 73, qu'il a défini comme étant "le meilleur nombre" dans l'épisode Le parasite extraterrestre.
- Sheldon souhaite emmener sa mère à une conférence du prix Nobel de physique Saul Perlmutter.
- C'est bel et bien Mary qui a introduit à Sheldon la coutume (forcée) d'offrir une boisson chaude aux visiteurs contrariés.

### Épisode 7:Le Dilemme de Leonard
- États-Unis /  Canada : 27 octobre 2011 sur CBS / CTV
- France : 1er avril 2012 sur TPS Star[9]
- Québec : 18 septembre 2014 sur VRAK.TV

- États-Unis : 14,54 millions de téléspectateurs[21] (première diffusion)
- Canada : 3,751 millions de téléspectateurs[22] (première diffusion)

Courtney Ford (Alice)
- L'« État de l'étoile solitaire » est le surnom de l'État du Texas inspiré de son Lone Star Flag (« Drapeau à l'étoile solitaire » en anglais américain).
- C'est le premier épisode de la série où l'on entend en version française la célèbre phrase de Sheldon : "BAZINGA!".
- Sur le tableau blanc sur lequel il travaille, Sheldon a fait l'hypothèse de la symétrie CPT.
- Sheldon fait référence à la bataille de San Jacinto qui opposa les texans et les mexicains et qui fut la revanche du siège de Fort Alamo.
- Sheldon cite l'auteur pour enfant Dr. Seuss et le philosophe Friedrich Nietzsche.

### Épisode 8:Problème d'isolation
- États-Unis /  Canada : 3 novembre 2011 sur CBS / CTV
- France : 1er avril 2012 sur TPS Star[9]
- Québec : 18 septembre 2014 sur VRAK.TV

- États-Unis : 15,98 millions de téléspectateurs[23] (première diffusion)
- Canada : 3,762 millions de téléspectateurs[24] (première diffusion)

- Sheldon rappelle que l’artichaut est un chardon
- Leonard a un tee shirt avec les phases de la Lune
- Sheldon fait un modèle réduit de l'étoile de la mort, un vaisseau de Star Wars.
- Sheldon cite Alexander Graham Bell

- La musique qu'Amy joue à la harpe dans son appartement est Everybody Hurts du groupe R.E.M.

### Épisode 9:La Phobie de Sheldon
- États-Unis /  Canada : 10 novembre 2011 sur CBS / CTV
- France : 1er avril 2012 sur TPS Star[9]
- Québec : 25 septembre 2014 sur VRAK.TV

- États-Unis : 15,89 millions de téléspectateurs[25] (première diffusion)
- Canada : 3,483 millions de téléspectateurs[26] (première diffusion)

- Blake Berris (Kevin)
- Ashley Austin Morris (Laura)

- Howard compare la machine à ultrason de Sheldon à un Rayon de la mort

### Épisode 10:La Quadruple Négation
- États-Unis /  Canada : 17 novembre 2011 sur CBS / CTV
- France : 1er avril 2012 sur TPS Star[9]
- Québec : 25 septembre 2014 sur VRAK.TV

- États-Unis : 15,05 millions de téléspectateurs[27] (première diffusion)
- Canada : 3,868 millions de téléspectateurs[28] (première diffusion)

- Josh Brener (Dale)

- Raj, Leonard et Howard critiquent les jeux de cartes en citant Satanimals et Les Sorciers du Far West où s’affrontent un magicien blanc du pôle nord et Billy the Kid.
- Le fait que Sheldon sache tout « car il est dans la Matrice » est une référence à Matrix.

### Épisode 11:Le Bourreau de Léonard
- États-Unis /  Canada : 8 décembre 2011 sur CBS / CTV
- France : 1er avril 2012 sur TPS Star[9]
- Québec : 2 octobre 2014 sur VRAK.TV

- États-Unis : 14,02 millions de téléspectateurs[29] (première diffusion)
- Canada : 3,552 millions de téléspectateurs[30] (première diffusion)

- Lance Barber (Jimmy Speckerman)

- Sheldon rappelle qu'en l'an 2000, le pape Jean-Paul II est devenu membre honoraire des Globetrotters de Harlem.
- Sheldon suit la remise des prix Nobel du docteur Saul Perlmutter en direct en streaming, il le critique en rappelant que la constante cosmologique a été introduite par Einstein dans ses équations.

### Épisode 12:Princesse Amy
- États-Unis /  Canada : 12 janvier 2012 sur CBS / CTV
- France : 1er avril 2012 sur TPS Star[9]
- Québec : 2 octobre 2014 sur VRAK.TV

- États-Unis : 16,13 millions de téléspectateurs[31] (première diffusion)
- Canada : 3,566 millions de téléspectateurs[32] (première diffusion)

- Jonathan Schmock (Jonathan)
- Jadon Sand (Aaron)
- Dusan Brown (Jeremy)

- Raj fait référence au Poudlard Express de Harry Potter.
- Sheldon critique le choix de Ryan Reynolds pour jouer Green Lantern plutôt que Nathan Fillion
- Howard fait référence au jeu Mario.
- Sheldon joue à Red Dead Redemption.

### Épisode 13:L'Hypothèse de recombinaison
- États-Unis /  Canada : 19 janvier 2012 sur CBS / CTV
- France : 1er avril 2012 sur TPS Star[9]
- Québec : 9 octobre 2014 sur VRAK.TV

- États-Unis : 15,83 millions de téléspectateurs[33] (première diffusion)
- Canada : 3,534 millions de téléspectateurs[34] (première diffusion)

- Jim Turner (le révérend White)

- Sheldon reçoit un panneau en taille réelle de monsieur Spock, mais par erreur il s'avère que c'est celui de Zachary Quinto et non de Leonard Nimoy. Sheldon reconnait tout de même la performance de Quinto dans son personnage de Heroes (Sylar).
- Sheldon, Howard et Raj jouent au jeu Les Colons de Catane.
- Raj propose Sandra Bullock pour jouer dans le film tiré du livre de la mère de Leonard Ce que bébé veut, bébé peut.
- Leonard raconte qu'il travaille au Caltech et qu'il a utilisé un laser haute tension pour faire un Bat-Signal.
- Leonard propose à Penny que leur relation soit maintenue secrète et corrigée de ses bugs avant d'être rendue publique comme pour un logiciel en période de test.
- La voiture de Leonard est garée à côté de celle d'un soutien de Joe Lieberman et d'Al Gore (Élection présidentielle américaine de 2000).

- Grâce à cet épisode, la série est la première série de l'histoire à battre American Idol sur la cible tant convoitée des 18-49 ans, avec un taux de 5,3 % contre 5,2 % pour American Idol[33]
- Cet épisode est le 100e de la série.

### Épisode 14:Le Démarrage du Bêta-Test
- États-Unis /  Canada : 26 janvier 2012 sur CBS / CTV
- France : 1er avril 2012 sur TPS Star[9]
- Québec : 9 octobre 2014 sur VRAK.TV

- États-Unis : 16,13 millions de téléspectateurs[35] (première diffusion)
- Canada : 3,348 millions de téléspectateurs[36] (première diffusion)

- John Ross Bowie (Barry Kripke)
- Becky O'Donohue (Siri)

- Sheldon enregistre une web-émission consacrée à la vexillologie intitulée Les drapeaux en s'amusant (Fun with Flags). Il tourne un épisode sur le drapeau de l'Oregon puis sur le drapeau de la Bavière. Il prépare aussi des anecdotes pour d'autres épisodes : les drapeaux du Liechtenstein et d'Haïti étaient identiques jusqu'aux jeux olympiques d'été de 1936, le drapeau d'Andorre comporte deux vaches.
- Leonard compare à nouveau sa relation avec Penny avec un logiciel en période de test et Penny lui parle fièrement du Beta test.
- Raj utilise Siri sur son nouvel iPhone.
- Sheldon, Amy, Leonard et Penny regardent un épisode de Doctor Who.
- Barry n'arrive pas à utiliser efficacement Siri à cause de son rhotacisme.
- Dans leur introduction d'émission filmée en allemand, Sheldon et Amy disent :

- Une fois de plus, la réussit à battre American Idol sur la cible tant convoitée des 18-49 ans, avec un taux de 5,5 % contre 4,9 % pour American Idol[35].

### Épisode 15:Le Contrat d'amitié
- États-Unis /  Canada : 2 février 2012 sur CBS / CTV
- France : 1er avril 2012 sur TPS Star[9]
- Québec : 16 octobre 2014 sur VRAK.TV

- États-Unis : 16,54 millions de téléspectateurs[37] (première diffusion)
- Canada : 3,754 millions de téléspectateurs[38] (première diffusion)

- Michael J. Massimino (lui-même)

- Leonard fait référence à l'ouvrier des Village People.
- Sheldon fait référence à la chanson Je suis ton ami du film Toy Story.
- Howard va faire des vols en gravité zéro pour préparer sa mission sur l'ISS.
- Raj propose Buzz comme surnom d'astronaute à Howard mais le surnom est déjà pris par Buzz Aldrin et non par Buzz l'Éclair (Toy Story). Il lui propose finalement Rocket Man qu'il lui fait mettre en sonnerie.
- Sheldon compare une coupure de courant à l'expédition Donner.
- Leonard utilise un sabre laser de Star Wars comme tube lumineux.
- Sheldon essaie de convaincre Leonard de rester grâce aux 61 épisodes de la série Red Dwarf.
- Sheldon possède une machine à osmose inverse.
- Sheldon utilise un bec Bunsen pour faire cuire sa guimauve.

- La série bat pour la troisième fois consécutive American Idol sur la tranche d'âge 18/49 ans[39], avec un taux de 5,4 % contre 5,0 % pour American Idol mais également, et pour la première fois, sur le public global, avec 16,54 M de téléspectateurs contre 15,82 M de téléspectateurs, ce qui en fait sa meilleure audience historique[40].

### Épisode 16:La Solution des vacances
- États-Unis /  Canada : 9 février 2012 sur CBS / CTV
- France : 1er avril 2012 sur TPS Star[9]
- Québec : 16 octobre 2014 sur VRAK.TV

- États-Unis : 16,21 millions de téléspectateurs[41] (première diffusion)
- Canada : 3,216 millions de téléspectateurs[42] (première diffusion)

- Joshua Malina (président Seibert)
- Nick Clifford (Phil)

- Sheldon invente les cadavres exquis de la physique pour intéresser les jeunes à la science.
- Le directeur de l'université suggère à Sheldon de partir en vacances en Afghanistan.
- Leonard écoute I Gotta Feeling dans sa voiture.
- Sheldon veut que Leonard l'introduise au labo à la manière d'un épisode de Scooby-Doo.
- Howard a écrit les faire-parts de mariage en Klingon.
- Sheldon rappelle qu'Hawaï a accueilli une léproserie et que la fin de Lost : Les Disparus y a été tournée.
- Sheldon rappelle que Richard Feynman a participé au projet Manhattan.
- Leonard cite l'acteur Ryan Gosling.
- Amy compare sa relation avec Sheldon à celle de Pierre et Marie Curie (travaillant sur le radium) et préfère cette histoire à celle de La Belle et la Bête.
- Sheldon déclare que son Tamagochi est toujours en vie depuis l'époque où il l'a acquis.
- Pour conseiller Leonard, Raj s'inspire du Bachelor.
- Howard a un caveau à côté de l'acteur qui a joué M. Roper dans la série Vivre à trois.
- Une incohérence est présente : Sheldon, tout germophobe et hypocondriaque extrêmes qu'il est, néglige pourtant d'enfiler des gants dans le labo comme Amy (comme il l'aurait fait en temps normal, à tort ou à raison) et ne manifeste aucun trouble en manipulant du matériel souillé à mains nues.
- Sheldon a une ordonnance restrictive signée par Carl Sagan (la troisième révélée après celles de Stan Lee et Leonard Nimoy).
- Enfant, Sheldon était capable de donner les mille premières décimales de Pi.
- Amy met au défi de retirer le locus cœruleus du cerveau.
- Howard surnomme leur cercle d'amis proches « la Geekosphère ».
- Bernadette déconseille à Howard de parler entre autres de Jimmy Carter, des étrangers, des jardiniers mexicains, des homosexuels, de Sean Penn, de Vatican II, du contrôle des armes à feu, de la culture biologique, du recyclage et de sa confession juive avec son père.

### Épisode 17:La Désintégration Rothman
- États-Unis /  Canada : 16 février 2012 sur CBS / CTV
- France : 
  - 1er avril 2012 sur TPS Star[9]
  - 6 juillet 2013 sur NRJ 12[43]
- Québec : 23 octobre 2014 sur VRAK.TV

- États-Unis : 15,65 millions de téléspectateurs[44] (première diffusion)
- Canada : 3,537 millions de téléspectateurs[45] (première diffusion)

- John Ross Bowie (Barry Kripke)
- Joshua Malina (président Seibert)
- Lynn Phillip Seibel (professeur Rothman)

- Devant les difficultés du directeur à uriner, Sheldon suppose qu'il a une hyperplasie bénigne de la prostate et lui suggère un examen rectal.
- Raj a commandé une baguette de Harry Potter fait-main.
- Raj propose que Sheldon et Kripke se départagent en jouant à pierre-feuille-ciseaux-lézard-Spock, adaptation du jeu pierre-feuille-ciseaux par le blogueur Sam Kass. Sheldon propose ensuite un quiz sur les séries de l'univers Star Trek ou sur les trains en modèle réduit.
- Bernadette et Penny font découvrir le film Grease à Amy.
- Sheldon est dérangé par un carillon et par le chant d'un oiseau moqueur dans son nouveau bureau.

Remarque(s) :
- Sheldon et Kripke sont censés être nuls en sport, néanmoins dans l'épisode antérieur L'Algorithme de l'amitié, Kripke pratique avec aisance l'escalade en salle.
- Sur le tableau noir du nouveau bureau, on peut apercevoir la belle combinaison mathématique suivante: 9 x 9 + 7 = 88, 98 x 9 + 6 = 888, 987 x 9 + 5 = 8888, 9876 x 9 + 4 = 88888, 98765 x 9 + 3 = 888888, etc.

### Épisode 19:Le Vortex du week-end
- États-Unis /  Canada : 8 mars 2012 sur CBS / CTV
- France : 6 juillet 2013 sur NRJ 12[43] (à partir de cet épisode la chaîne TPS Star n'était plus existante.)
- Québec : 30 octobre 2014 sur VRAK.TV

- États-Unis : 15,04 millions de téléspectateurs[48] (première diffusion)
- Canada : 3,648 millions de téléspectateurs[49] (première diffusion)

- Leonard, Sheldon, Howard et Raj font un week-end Star Wars : ils y jouent pendant deux jours. D'autres jeux auxquels ils jouent sont cités : World of Warcraft, Donjons et Dragons, City of Heroes et GTA.
- Stuart propose l'épée Excalibur puis la ceinture multifonctions de Batman comme cadeau pour la tante d'Amy.
- En jouant un rôle de compagne esseulée auprès de Leonard, Penny fait une référence à Speedy Gonzales.
- Lorsque Sheldon présente les coupons Cooper à Penny, il fait remarquer que le coupon pour corriger les fautes de grammaire peut être utilisé notamment pour les tatouages, ce qui fait référence à Bras cassé et Voie lactée (où Sheldon dit à Penny que le sinogramme tatoué sur sa fesse droite signifie "soupe", et non "courage" comme elle le pensait).
- Raj évoque le principe de non-violence de Gandhi.
- Amy confond Star Wars et Star Trek.

### Épisode 20:Le Dysfonctionnement du téléporteur
- États-Unis /  Canada : 29 mars 2012 sur CBS / CTV
- France : 6 juillet 2013 sur NRJ 12[43]
- Québec : 30 octobre 2014 sur VRAK.TV

- États-Unis : 13,96 millions de téléspectateurs[50] (première diffusion)
- Canada : 3,388 millions de téléspectateurs[51] (première diffusion)

- Brian George (Dr Koothrappali)
- Alice Amter (Mme Koothrappali)
- Chriselle Almeida (Lakshmi)
- Leonard Nimoy (Spock, caméo vocal)

- Sheldon évoque le mariage de Bilbo le Hobbit.
- Raj affirme qu'il est métrosexuel à ses parents.
- La physique quantique comble Sheldon de bonheur.
- Penny offre un télé-porteur de Star Trek à Leonard et Sheldon. Dans ses rêves, Sheldon voit une figurine de Spock lui parler et se fait attaquer par un Gorn sur une planète à deux soleils.

### Épisode 21:La Vengeance d'Howard
- États-Unis /  Canada : 5 avril 2012 sur CBS / CTV
- France : 13 juillet 2013 sur NRJ 12
- Québec : 6 novembre 2014 sur VRAK.TV

- États-Unis : 13,29 millions de téléspectateurs[52] (première diffusion)
- Canada : 3,181 millions de téléspectateurs[53] (première diffusion)

- Stephen Hawking (lui-même)

- Sheldon a une interdiction de s'approcher de Leonard Nimoy, de Carl Sagan et de Stan Lee
- Sheldon a supplié la Fox de ne pas arrêter Firefly puis la chaîne TNT d'annuler Babylon 5.
- Howard dit "non" à Sheldon dans plusieurs langues dont le Klingon et le binaire.
- Howard compare les ordres qu'il donne à Sheldon aux douze travaux d'Hercule.
- Sheldon fait référence au fait que le diamant se forme sous très haute pression.
- Stephen Hawking trouve une erreur d'Arithmétique dans la thèse de Sheldon montrant que le boson de Higgs est un trou noir accélérant à contre-courant dans le temps.

- Voici la liste des travaux de Sheldon :

1. Polir les boucles de ceinture d'Howard
2. Venir en costume affriolant de domestique française à la cafétéria de l'Université
3. Faire la lessive d'Howard
4. Accompagner la mère d'Howard au centre commercial (défi proposé par Bernadette)
5. Faire un compliment à Howard

### Épisode 22:L'Enterrement de vie de garçon
- États-Unis /  Canada : 26 avril 2012 sur CBS / CTV
- France : 13 juillet 2013 sur NRJ 12
- Québec : 6 novembre 2014 sur VRAK.TV

- États-Unis : 12,65 millions de téléspectateurs[54] (première diffusion)
- Canada : 3,17 millions de téléspectateurs[55] (première diffusion)

- Wil Wheaton (lui-même)

- Sheldon rappelle que le lichen est issu d'une algue et d'un champignon.
- Tandis que Bernadette apprend que leurs ancêtres (à Howard et elle) en Pologne étaient voisins et qu'Amy promet d'expliquer à une Penny ignorante, c'est une allusion aux persécutions des Juifs en Pologne.
- Quand Sheldon dit Parle à ma main à Wil Wheaton, il lui fait un salut vulcain.
- Cet épisode est l'un des rares de la version française où Sheldon crie BAZINGA.

### Épisode 23:Howard et la Nasa
- États-Unis /  Canada : 3 mai 2012 sur CBS / CTV
- France : 13 juillet 2013 sur NRJ 12
- Québec : 13 novembre 2014 sur VRAK.TV

- États-Unis : 13,91 millions de téléspectateurs[56] (première diffusion)
- Canada : 3,232 millions de téléspectateurs[57] (première diffusion)

- Casey Sander (M. Rostenkowski)
- Karl T. Wright (Jimmy)
- Robert Clotworthy (Dave Roeger)

- Leonard rappelle que la fusée russe Soyouz est utilisée depuis les années 1960.
- Raj fait référence à James Bond qui n'a jamais été neutralisé par les russes.
- Howard prétend qu'il "vit" Star Trek.
- Sheldon mentionne l'urètre qui risque de s'infecter à cause des microbes contenus dans les pantalons déjà portés.
- Sheldon trouve qu'il ressemble à Flash sur le point de se marier.
- Leonard utilise le gaz de son laser à électrons libres à haute tension pour modifier sa voix, il compare sa nouvelle voix à un personnage du film Le Grinch et Penny imite le Je suis ton père de Dark Vador.
- Penny révèle à Leonard qu'elle s'est fait faire un nouveau tatouage à l'effigie de Macaron le glouton.
- Amy fait une expérience de neurobiologie en tentant d'influencer Sheldon par la musique « romantique » de Super Mario, Sheldon comprend qu'elle utilise les travaux de Hermann Ebbinghaus.
- Howard veut apprendre les pas de Dirty Dancing pour son mariage en inversant les rôles.
- Sheldon et Leonard jouent aux échecs cubiques.
- Sheldon et Amy jouent au docteur « façon Star Trek ».

### Épisode 24:Un Mariage express
- États-Unis /  Canada : 10 mai 2012 sur CBS / CTV
- France : 13 juillet 2013 sur NRJ 12
- Québec : 13 novembre 2014 sur VRAK.TV

- États-Unis : 13,72 millions de téléspectateurs[58] (première diffusion)
- Canada : 4,04 millions de téléspectateurs[59] (première diffusion)

- Casey Sander (M. Rostenkowski)
- Pasha D. Lychnikoff (Dimitri Rezinov)
- Michael J. Massimino (lui-même)
- Amy Tolsky (Joan)
- Endre Hules (le contrôleur)

- La mémoire eidétique de Sheldon fascine Amy qui la teste.
- Sheldon rappelle que le jeu Tetris a été créé par un russe.
- Howard est surnommé Choco-muesli ramollo par ses collègues cosmonautes.
- Sheldon cite Green Lantern comme un film très ennuyeux.
- Howard ne veut pas d'un mariage version Mélodie du bonheur.
- Le mariage aura lieu quand le satellite de Google survolera Pasadena.
- Sheldon accepte d'officier si la cérémonie est faite en klingon.
- Howard offre une BD des Quatre Fantastiques à ses garçons d'honneur.